# XHTML
XHTML (skraćeno od engl. Extensible HyperText Markup Language) je jezik za označavanje baziran na XML opisnom jeziku, i predstavlja reformulaciju HTML (engl. HyperText Markup Language) jezika namenjenog opisu veb stranica.
XHTML kombinuje HTML oznake sa sintaksnim pravilima XML-a. XHTML 1.0 je 26. januara 2000. godine preporučen kao standard od strane WWW konzorcijuma (W3C), međunarodne organizacije zadužene za izradu Internet standarda.

## Motivacija
je dizajniran s ciljem da zameni HTML, zbog problema proširivosti i kompatibilnosti sa drugim tipovima podataka. Struktura XHTML dokumenta je zasnovana na pravilima XML-a, dok je HTML 4 baziran na jeziku SGML, koji se odlikuje većom fleksibilnošću od XML-a. Fleksibilnost koju je HTML nasledio uzrokovala je probleme u interpretiranju dokumenata. Ovi problemi su posebno izraženi na mobilnim telefonima i drugim uređajima sa ograničenim mogućnostima. Ovo je rezultovalo činjenicom da HTML specifikacija nije u potpunosti podržana u svim veb pregledačima.

## Razlika izmeđui
U sledećoj listi navedena su neka XHTML 1.0 pravila koja se razlikuju od HTML 4.01. Većina ovih pravila se odnose na promenu SGML sintakse u strožu, XML formu.
- Svi neprazni elementi zahtevaju završne oznake:
  - Nepravilno: <p> Prvi paragraf <p> drugi paragraf
  - Pravilno: <p> Prvi paragraf </p> <p> Drugi paragraf </p>
- Prazni elementi takođe moraju biti zatvoreni:
  - Nepravilno: <br>
  - Pravilno: <br></br> ili <br/>
- Elementi moraju biti pravilno gnježdeni, tako da poslednji otvoreni element mora biti prvi zatvoren:
  - Nepravilno: <em><strong> Tekst </em> </strong>
  - Pravilno: <em><strong> Tekst </strong> </em>
- Vrednosti atributa se moraju nalaziti unutar navodnika:
  - Nepravilno: <table border=1>
  - Pravilno: <table border="1">
  - Pravilno: <table border='1'>
- Nazivi elemenata i atributa moraju biti zapisani malim slovima:
  - Nepravilno: <A HREF="http://www.example.com"> Primer </A>
  - Pravilno: <a href="http://www.example.com"> Primer </a>
- omogućava da se vrednosti nekih atributa izostave, i da se navedu samo njihova imena. XHTML ovo ne dozvoljava:
  - Nepravilno: <input type="text" disabled/>
  - Pravilno: <input type="text" disabled="disabled"/>
- Zastareli atributi i elementi u HTML 4.01 nisu deo XHTML:
  - Nepravilno: <font color="blue"> Plavi tekst </font>
  - Pravilno: <span style="color: blue"> Plavi tekst </span>

## Verzijestandarda

### 1.0
1.0 je odobren od strane  konzorcijuma 26. januara 2000. godine. Ova specifikacija sadrži sve HTML 4 elemente i atribute koji nisu prezentacioni već strukturni, koji su podeljeni u tri verzije: 

### 1.1
1.1 je preporučen od strane  konzorcijuma 31. maja 2001. godine i predstavlja nešto izmenjenu verziju njegovog prethodnika.
U ovoj verziji su uvedeni elementi za prikaz rubi karaktera.
 Druge izmene se odnose na uklanjanje name atributa iz elemenata a i map, kao i na zamenu lang atributa sa xml:lang.

### 2.0
2.0 je poslednja XHTML verzija.
W3C radna grupa je 2009. godine donela odluku da se obustavi dalji rad na ovoj specifikaciji i da se resursi usmere u razvoj HTML 5 jezika.

### Ostaleverzije
- - 19. decembar 2000.
- - 21. novembar 2005.
- - 21. decembar 2001.

## Primer
```
<!DOCTYPE html PUBLIC "-//W3C//DTD XHTML 1.0 Strict//EN" "http://www.w3.org/TR/xhtml1/DTD/xhtml1-strict.dtd">

<html
 
xmlns=
"http://www.w3.org/1999/xhtml"
 
xml:lang=
"en"
>

<head>

 
<meta
 
http-equiv=
"Content-Type"
 
content=
"text/html; charset=UTF-8"
 
/>

 
<title>
Naslov
</title>

 
<script
 
type=
"text/javascript"
>

 
//
<![CDATA[

 function f() {

    alert('Pozdrav!');

 }

 //]]>

 
</script>

 
</head>

 
<body
 
onload=
"f()"
>

 
<p>
Ovo
 
je
 
primer
 
<abbr
 
title=
"Extensible HyperText Markup Language"
>
XHTML
</abbr>
 
dokumenta.
<br
 
/>

 
<img
 
id=
"id-slike"

    
src=
"http://www.w3.org/Icons/valid-xhtml10"

    
alt=
"Slika"
 
/><br
 
/>

 
<span>
Tekst
</span>

 
</p>

 
</body>

</html>

```

## Spoljašnje veze
- 1.0 - specifikacija
- Конзорцијум за Веб — organizacija koja je propisala XHTML standard
- валидатор — alat za proveru ispravnosti XHTML dokumenata
- Šta je XHTML? — objašnjenje XHTML koncepta i prednosti u odnosu na HTML